# Mollepata (Santiago de Chuco)
Mollepata é um distrito do Peru, departamento de La Libertad, localizada na província de Santiago de Chuco.

## Transporte
O distrito de Mollepata é servido pela seguinte rodovia:
- PE-3N, que liga o distrito de La Oroya (Região de Junín) à Puerto Vado Grande (Fronteira Equador-Peru) no distrito de Ayabaca (Região de Piura)
- LI-118, que liga o distrito à cidade de Sitabamba
- LI-133, que liga o distrito à cidade de Sitabamba[1][2][3]